# Анисимов, Никита Юрьевич
Никита Юрьевич Анисимов (род. 20 февраля 1978, Химки, Московская область, РСФСР, СССР) — российский управленец в сфере науки и образования, учёный-математик, ректор Высшей школы экономики (с 2021). Кандидат физико-математических наук, доцент.
В 2016—2021 годах — ректор Дальневосточного федерального университета. С 2021 года — ректор Высшей школы экономики.

## Биография
Никита Юрьевич Анисимов родился 20 февраля 1978 года в г. Химки (Московская область) в семье научных сотрудников Института проблем управления РАН.
После окончания московской школы № 25 (в настоящее время — ГБОУ Школа № 2086) Анисимов в возрасте 15 лет поступил на механико-математический факультет МГУ, который окончил с отличием в 1998 году. В 2001 году защитил диссертацию на соискание учёной степени кандидата физико-математических наук «Инволютивные тождества бесконечномерных алгебр» на кафедре высшей алгебры, ученик М. В. Зайцева. Научные результаты в области алгебры.
С 2002 года работал в ректорате МГУ имени М. В. Ломоносова: ведущим специалистом, начальником отдела Управления дополнительного образования (2002—2004), заместителем начальника управления академической политики и организации учебного процесса (2004—2007), заместителем проректора по академической политике (2007—2009). С 2009 по 2011 был исполняющим обязанности проректора, с 2011 по 2013 — проректором МГУ им. М. В. Ломоносова. Одновременно в 2011—2013 гг. был начальником Управления развития, перспективных проектов и непрерывного образования университета. В 2013 году возглавлял Институт переподготовки и повышения квалификации МГУ.
Ответственный секретарь Российского совета олимпиад школьников (2007—2009).
Проректор МГУ имени М. В. Ломоносова (2011—2013).
С 2013 года Никита Анисимов являлся проректором по учебной работе в Университете машиностроения (МАМИ). В 2015 назначен первым проректором, исполняющим обязанности ректора.
В 2017 году получил ученое звание доцента.
18 августа 2016 года был назначен исполняющим обязанности ректора Дальневосточного федерального университета, 14 декабря 2017 года — ректором на один год, а 14 декабря 2018 года — ректором сроком на пять лет.
С 3 июля 2021 года распоряжением Председателя Правительства Российской Федерации Михаила Мишустина назначен ректором НИУ ВШЭ.
Женат. Воспитывает сына и дочь.

## Общественная деятельность
Являлся ответственным секретарём Российского совета олимпиад школьников (2007—2009 гг.), президентом Межрегиональной общественной организации «Ассоциация учителей математики» (2011—2015 гг.), исполнительным директором Всероссийского студенческого форума (2014 г.).
Член экспертных и конкурсных комиссий Минобрнауки России и Правительства Москвы: по отбору кандидатов на получение стипендий Президента Российской Федерации и стипендий Правительства Российской Федерации, по назначению именных стипендий Правительства Москвы, по конкурсному отбору проектов по ряду направлений ФЦПРО (2014—2016 гг.).
В разные периоды состоял в ряде общественных советов, в том числе: в Общественном совете Департамента образования города Москвы (2014—2016 гг.), в Общественном совете при Комитете по образованию и науке Государственной Думы Федерального Собрания Российской Федерации (с 2017 г. по настоящее время).
Член наблюдательного совета благотворительного фонда «Вольное дело», член координационного совета «АСИ Go Global», член совета Ассоциации ведущих университетов России.
В 2019 году по результатам XII съезда РСР был избран в состав правления Российского союза ректоров. Также в 2019 г. был избран в управляющий совет Ассоциации университетов Азиатско-Тихоокеанского региона (Association of Pacific Rim Universities, APRU). В мае 2021 г. стал председателем Приморского регионального отделения Российского общества «Знание». С 2021 года также является членом Центрального штаба Общероссийского народного фронта.
В 2022 году вошел в состав совета директоров VK в качестве независимого директора. Был избран председателем Общественного совета при Федеральной службе по надзору в сфере образования и науки. В 2022 году также вошел в Наблюдательный совет Общероссийского общественно-государственного движения детей и молодежи и общественный совет издательства учебной литературы «Просвещение». В 2023 году избран председателем Московского городского регионального отделения Российского общества «Знание».
4 декабря 2024 года Никита Анисимов был включен в состав Совета при Президенте РФ по развитию гражданского общества и правам человека.

## Санкции
Анисимов публично поддержал вторжение России на Украину, 6 марта 2022 года подписал письмо в поддержку российской агрессии. С 9 июня 2022 года находится под персональными санкциями Украины за поддержку войны. Также был внесён ФБК в список коррупционеров и разжигателей войны за поддержку нападения на Украину, 16 марта 2022 года форумом свободной России внесён в санкционный «Список Путина» с предложением введения против него международных санкций.

## Награды и почетные звания
- Почётный доктор в области естественных наук Университета Токай (2018)[22]
- Почётный доктор Дальневосточного федерального университета (2021)
- Лауреат Общенациональной премии «Ректор года» Российского профессорского собрания в номинации по Дальневосточному федеральному округу (2020)[10]
- Награжден Серебряной медалью Российского исторического общества «За значительный личный вклад в историческое просвещение».